# Flughafen Amami

i7
i11
i13
Der Flughafen Amami (japanisch 奄美空港 Amami Kūkō, IATA-Code: ASJ, ICAO-Code: RJKA) ist der Flughafen der Insel Amami-Ōshima und liegt innerhalb einer Exklave der Stadt Amami, welche zur Präfektur Kagoshima in Japan gehört. Das japanische Gesetz stuft den Flughafen als Flughafen dritter Klasse ein.

## Verkehrsanbindung und Lage
Der Flughafen befindet sich ganz am nordöstlichen Rand der Insel. Die Erreichbarkeit von der Inselhauptstadt (etwa 30 Kilometer Straßenfahrt vom Startzentrum) oder dem südlichen Rand der Insel (60 Kilometer Straßenfahrt) ist somit nicht optimal. Der Flughafen liegt direkt an der Präfekturstrasse 82. Es gibt in unregelmäßigen Abständen, welche zwischen einer halben und ganzen Stunde variieren, untertags eine Busverbindung in das Stadtzentrum von Amami, dem ehemaligen Naze, welche eine Fahrzeit einer knappen Stunde hat.

## Geschichte
Am 10. Juli 1988 wurde der neue Flughafen Amami eröffnet. Dieser wurde auf einer künstlich aufgeschütteten Halbinsel parallel zur bestehenden Küstenlinie erbaut. Damit findet der An- und Abflug immer oberhalb des Meeres statt. Der alte Airport befand sich etwa zwei Kilometer südwestlich des heutigen Standorts im Landesinneren. Teile der alten Landebahn sind noch heute vorhanden.

## Fluggesellschaften
Der Flughafen wird von JAL Express (Flughafen Osaka-Itami), Japan Air Commuter (Flughafen Kagoshima, Flughafen Kikai und Flughafen Okinoerabu) und Ryukyu Air Commuter (Flughafen Naha) angeflogen.

## Flughafenanlagen
Der Flughafen besitzt eine 2.000 mal 45 Meter breite Start- und Landebahn, weshalb moderne, große Passagierflugzeuge auf dieser landen können. Das Terminal hat mehrere Stellplätze, wobei jedoch nur einer mit einer Fluggastbrücke ausgestattet ist.

## Verkehrszahlen
| Betriebsjahr | Fluggastaufkommen | Luftfracht [t] | Flugbewegungen |
| ------------ | ----------------- | -------------- | -------------- |
| 2005         | 605,385           | 1,608          | 6,092          |
| 2004         | 603,478           | 1,728          | 5,896          |
| 2003         | 632,995           | 1,845          | 6,269          |
| 2002         | 632,255           | 1,695          | 5,991          |
| 2001         | 626,061           | 1,820          | 6,174          |